# William Leavitt
Pour les articles homonymes, voir Leavitt.
William Leavitt (né en 1941) est un artiste conceptuel américain connu pour ses peintures, ses photographies, ses installations et ses performances qui examinent « la culture vernaculaire de Los Angeles à travers le filtre de l'industrie du divertissement ».